# Spartan (1942)
Pour les articles homonymes, voir Spartan.
Le Spartan (ex VIC 18) est un ancien navire de service britannique lancé en 1942 pour l'Amirauté britannique pour servir de navire d'avitaillement au sein de la Royal Navy. Il est désormais exposé au Scottish Maritime Museum (en) d'Irvine en Écosse comme le seul Clyde puffer (en) construit en Écosse.
Il est classé bateau historique depuis 1996 par le National Historic Ships UK  et au registre du National Historic Fleet.

## Histoire
Le VIC 18 (en anglais : Victualling Inshore Craft) a été construit au chantier naval J. Hay & Sons de  Kirkintilloch en 1940. VIC 18 est le seul VIC connu construit en Écosse.
Après la guerre, il a été revendu en 1946 à ses constructeurs qui possèdent une flotte de Clyde puffer et a été renommé Spartan. 
Il a été employé au transport de charbon et de cargaisons diverses autour du Firth of Clyde et des îles de Mull, Iona et Islay. Motorisé avec un moteur diesel 'Scantia en 1961, il a continué comme caboteur. Il a été racheté en 1974 par la Glenlight Shipping Company, une compagnie associée de J. Hay.  
En 1980, il a été retiré du service et amarré à Bowlingham, avant d'être acquis en 1982 par le West of Scotland Boat Museum Association. En 1983, il est exposé au Scottish Maritime Museum (en) d'Irvine.